# Victoria Tour
Victoria Tour es una gira musical del cantante y actor español Raphael, en la que promociona su álbum número 82: 'Victoria'; disco compuesto por el músico Pablo López. Habla de su victoria, de todo lo que ha conseguido, especialmente en su familia. "Todo donde yo he puesto la mano ha sido victorioso", asevera, para subrayar que su carrera también ha sido "totalmente una victoria", algo que puede decir "tranquilamente" tras décadas de recorrido.
En noviembre de 2022, tras recibir el Premio Latin Billboard a toda una trayectoria y retomar su gira internacional, el artista presenta Victoria, disco compuesto y producido por Pablo López. En esta gira, con la que el artista recorrerá Europa y Latinoamérica, estrenará las nuevas canciones y, por supuesto, hará un repaso de los grandes clásicos de su cancionero: ‘Mi Gran Noche’, ‘Yo Soy Aquél’, ‘Como yo te amo’ y un largo etcétera de letras y melodías que llevan más de seis décadas marcado a generación tras generación.
Anunció conciertos en América Latina, cuyo éxito le ha ofrecido al artista muchos años. Estará en Argentina, en Chile y en una gira por ciudades principales de Colombia, como Bogotá, Medellín y Cali. El 20 de octubre del 2023, anunció por medio de sus redes sociales gira interna por México. 
Se especula que el cantante confirme su asistencia para el Festival Viña del Mar 2024. 
Debido al éxito en venta en Ciudad de México para el 17 de abril, Raphael anunció una segunda fecha en el Auditorio Nacional, el 18 de abril. También confirmó concierto en París para el día 9 de mayo.

## Fechas de la gira
| Fecha                    | Ciudad                     | País      | Recinto                                 |
| ------------------------ | -------------------------- | --------- | --------------------------------------- |
| Europa                   |                            |           |                                         |
| 28 de julio de 2023      | Jerez de la Frontera       | España    | Bodega Las Copas                        |
| 4 de agosto de 2023      | Nerja                      | España    | Jardines Cueva de Nerja                 |
| 7 de agosto de 2023      | Gerona                     | España    | Puerto de Ciudadela de Rosas            |
| 10 de agosto de 2023     | Alicante                   | España    | Jardines de Abril                       |
| 12 de agosto de 2023     | Castellón                  | España    | Real Club Náutico de Castellón          |
| 16 de agosto de 2023     | Torrelavega                | España    | Año Jubilar Lebaniego 2023              |
| 24 de agosto de 2023     | Marbella                   | España    | Starlite Festival                       |
| 8 de septiembre de 2023  | Valencia                   | España    | Palacio de las Artes Reina Sofía        |
| 10 de septiembre de 2023 | Alcalá de Henares          | España    | Recinto amurallado de Alcalá de Henares |
| 15 de septiembre de 2023 | Sevilla                    | España    | Plaza de toros de Sevilla               |
| 23 de septiembre de 2023 | Granada                    | España    | Teatro del Generalife                   |
| 30 de septiembre de 2023 | Mérida                     | España    | Teatro Romano de Mérida                 |
| 4 de noviembre de 2023   | Salamanca                  | España    | Enjoy! Multiusos                        |
| 11 de noviembre de 2023  | Tarragona                  | España    | Tarraco Arena                           |
| 2 de diciembre de 2023   | Barcelona                  | España    | Palau Sant Jordi                        |
| 7 de diciembre de 2023   | Las Palmas de Gran Canaria | España    | Gran Canaria Arena                      |
| 9 de diciembre de 2023   | Tenerife                   | España    | Pabellón Santiago Martín                |
| 16 de diciembre de 2023  | Madrid                     | España    | WiZink Center                           |
| 22 de diciembre de 2023  | Zaragoza                   | España    | Pabellón Príncipe Felipe                |
| América                  |                            |           |                                         |
| 29 de febrero de 2024    | Santiago de Chile          | Chile     | Movistar Arena                          |
| 2 de marzo de 2024       | Mostazal                   | Chile     | Monticello                              |
| 5 de marzo de 2024       | Lima                       | Perú      | Círculo Militar                         |
| 7 de marzo de 2024       | Buenos Aires               | Argentina | Movistar Arena                          |
| 11 de abril de 2024      | Monterrey                  | México    | Auditorio Pabellón M                    |
| 13 de abril de 2024      | Guadalajara                | México    | Auditorio Telmex                        |
| 17 de abril de 2024      | Ciudad de México           | México    | Auditorio Nacional                      |
| 18 de abril de 2024      | Ciudad de México           | México    | Auditorio Nacional                      |
| 20 de abril de 2024      | León                       | México    | Domo de la Feria                        |
| 23 de abril de 2024      | Bogotá                     | Colombia  | Movistar Arena                          |
| 25 de abril de 2024      | Medellín                   | Colombia  | Teatro Universidad de Medellín          |
| 27 de abril de 2024      | Cali                       | Colombia  | Teatro Enrique Buenaventura             |
| Europa                   |                            |           |                                         |
| 9 de mayo de 2024        | París                      | Francia   | Sala Pleyel                             |
| 29 de junio de 2024      | Palma del Río              | España    | Mesa de San Pedro                       |
| 17 de septiembre de 2024 | Oviedo                     | España    | Recinto de La Ería                      |